# Carl Remigius Fresenius
Carl Remigius Fresenius (Frankfurt, 1818. december 28. – Wiesbaden, 1897. június 11.)  német analitikai kémikus.

## Életpálya
1836-ban gyógyszerésztanoncként kezdte, 1840-től a bonni egyetemen tanult, majd 1841-től a giesseni egyetemen Justus von Liebig asszisztense lett. 1843-tól egyetemi magántanár, 1845-től Wiesbadenban a Mezőgazdasági Intézetben kémiát, fizikát és technológiát tanított. Az Intézet igazgatójaként folyamatosan fejlesztett, 1862-ben iskola gyógyszertárat, 1868-ban mezőgazdasági kutatólaboratóriumot hozott létre. A XIX. század egyik legnagyobb kémiai analitikusa, Jöns Jakob Berzelius folytatta szakmai munkásságát.

## Kutatási területei
Egyetemi tanítás mellett folyamatosan foglalkozott kutatással. Nagy érdeme, hogy lefektette az ionkeresés klasszikus menetének szabályait, kiválogatta a legfontosabb elemeket és egyes jellegzetes reakciók alapján máig érvényes osztályokra bontotta azokat.

## Írásai
- 1841-ben A minőségi és a mennyiségi elemzésről írt kézikönyvei alapművekké váltak, sok kiadásban jelentek meg, több nyelvre lefordították őket.
- 1862-ben kémiai folyóiratot alapított: Zeitschrift für Chemie analytische. A világ első analitikai kémia folyóirata, amely 371 kiadást élt meg.